# Isla Alexander (Texas)
La Isla Alexander (en inglés: Alexander Island) es el nombre que recibe un accidente geográfico que constituye una isla en el Canal de Navegación de Houston (Houston Ship Channel) que se encuentra cerca de Baytown y La Porte y es visible en el puente Fred Hartman (Fred Hartman Bridge). Se encuentra en el condado de Harris, al este de Texas y al sur del Estados Unidos.